# Alvin Moore
Alvin Hovy Moore, född 11 november 1891 i Griffin i Indiana, död 9 november 1972 i Albuquerque, var en amerikansk ryttare.
Moore blev olympisk bronsmedaljör i dressyr vid sommarspelen 1932 i Los Angeles.